# Gunsleben
Gunsleben ist ein Ortsteil der Gemeinde Am Großen Bruch im Landkreis Börde in Sachsen-Anhalt.

## Geschichte
1112 wurde der Ort erstmals urkundlich erwähnt. 1141 wurde eine Kirche gebaut. 1224 gelangte ein Hof in Gunsleben mit zugehörigem Land aus dem Erbbesitz der Adelheid von Loccum-Hallermund an die Grafen von Dassel. Nachdem diese den Hof an den mit ihnen verwandten Heinrich von Regenstein übergeben hatten, schenkte der Regensteiner Graf im Jahr 1298 den Hof dem Kloster Hamersleben. 1311 belehnte der Hildesheimer Bischof Heinrich II. Ludolf von Warberg mit 6 Hufen in Gunsleben. Das Domkapitel des Halberstädter Doms besaß in Gunsleben Zehntrechte. 1314 veranlassten die Brüder von Alvensleben, dass das Domkapitel diese Rechte dem Kloster S. Marie überließ. Seit spätestens 1453 war das Geschlecht derer von Asseburg hier begütert. An einem im 18. Jahrhundert errichteten Gutshaus ist das Asseburger Wappen als Relief erhalten. Daneben befindet sich das Wappen derer von Alvensleben als Zeugnis einer Hochzeit des damaligen Gutsbesitzers Christoph Werner von Asseburg mit Catharina Helena von Alvensleben, die später in das Haus Ditfurth einheiratete. Die Ländereien des Rittergutes Gunsleben (ca. 213 ha) waren Anfang des 20. Jh. an die Saatzuchtwirtschaft Fr. Strube in Schlanstedt verpachtet.
Am 30. September 1928 wurde der Gutsbezirk Gunsleben mit der Landgemeinde Gunsleben vereinigt.
Die Gemeinde Gunsleben war Mitglied in der Verwaltungsgemeinschaft Hamersleben.
Durch den freiwilligen Zusammenschluss der Gemeinden Gunsleben, Hamersleben und Neuwegersleben entstand am 1. Juli 2004 die neue Gemeinde Am Großen Bruch, dadurch verlor Gunsleben seine politische Selbstständigkeit.

## Politik
Das Wappen wurde am 16. Mai 1994 durch das Regierungspräsidium Magdeburg genehmigt.
Blasonierung: „In Silber auf grünem gebogenen Schildfuß ein widersehendes rotes Schaf.“

## Kultur und Sehenswürdigkeiten

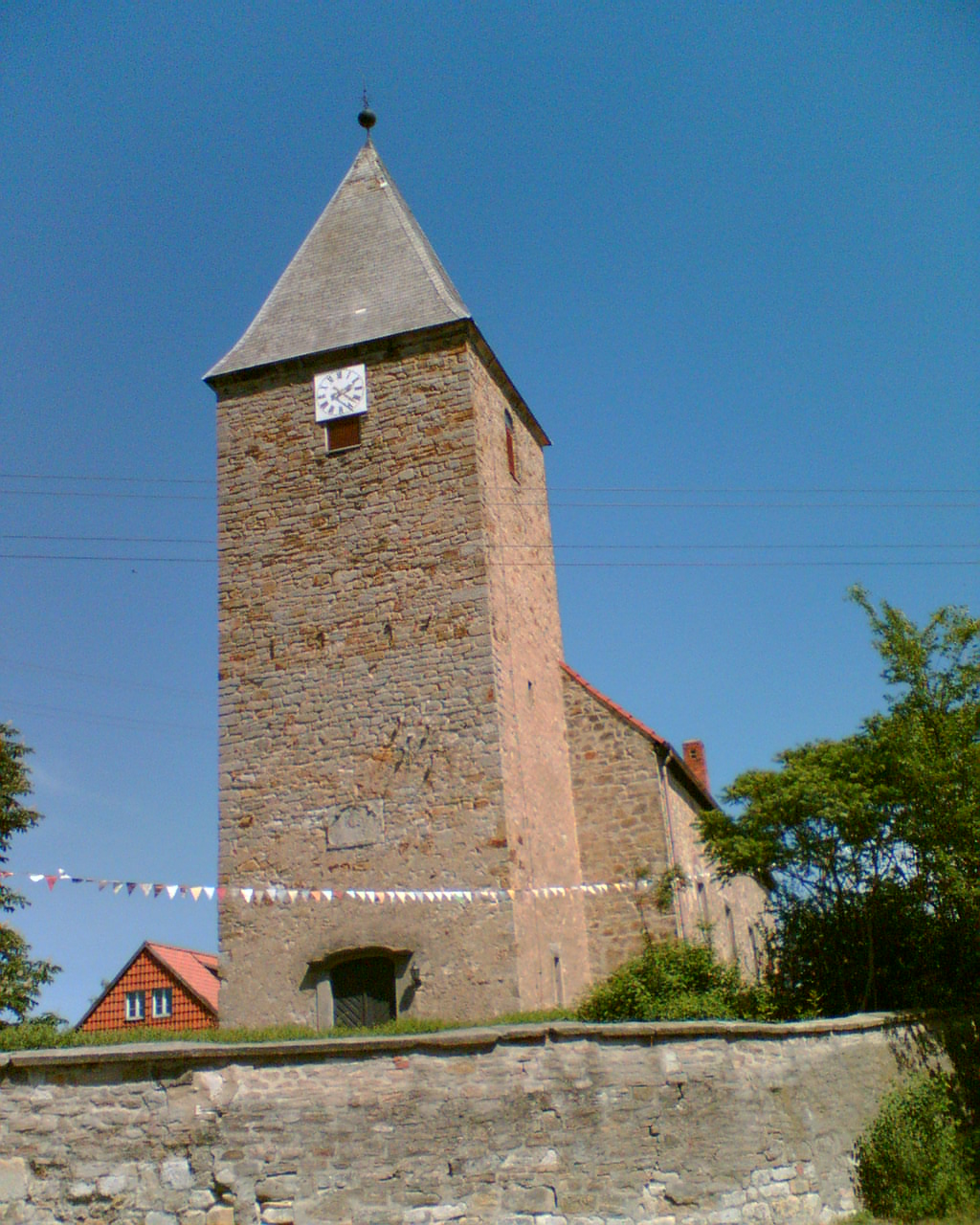
Die Kirche in Gunsleben

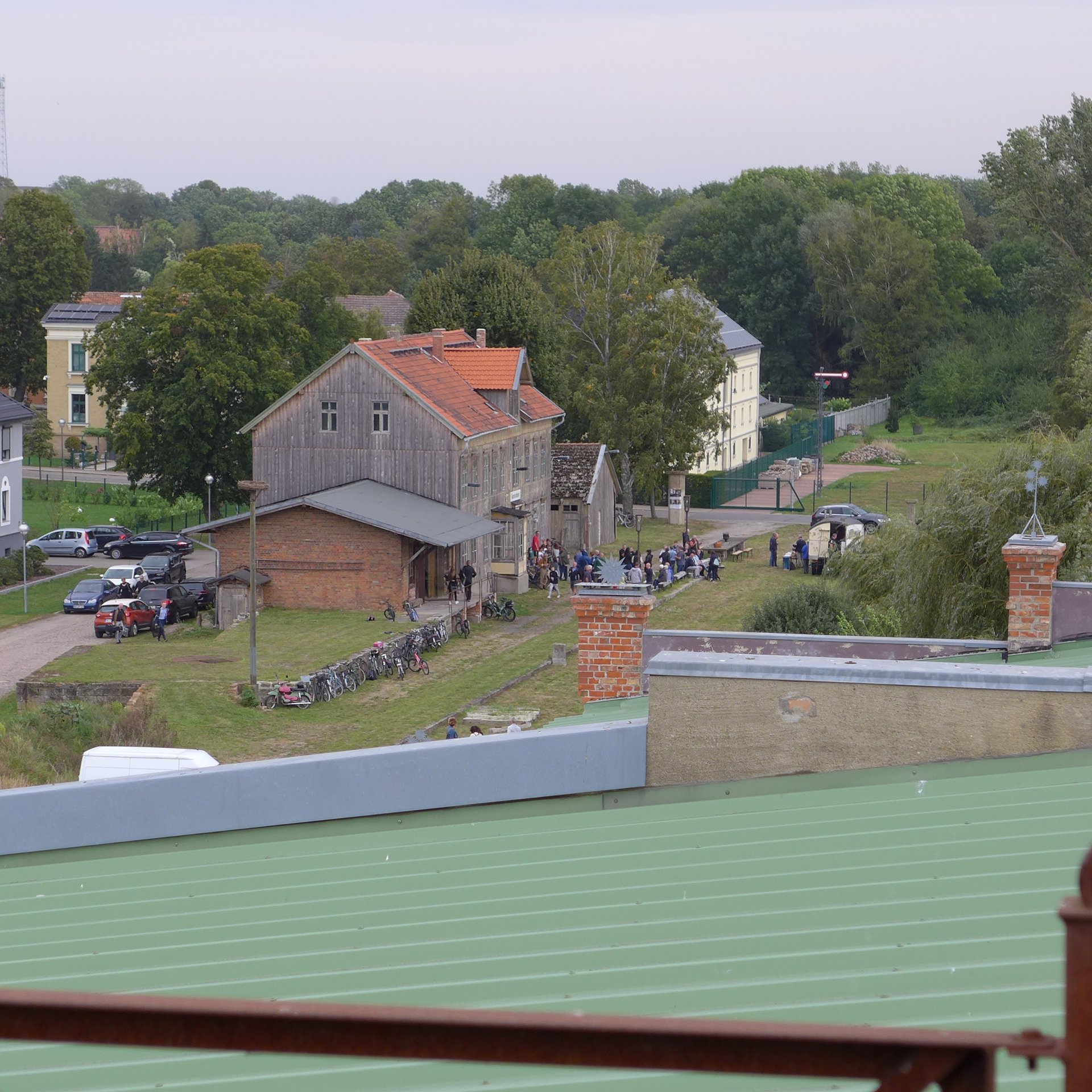
Blick auf den Bahnhof Gunsleben

### Bauwerke
- Schloss Gunsleben – ehemaliges Rittergut (erbaut 1754) und späteres Schloss (1891)
- Dorfkirche Gunsleben, eine evangelische Kirche mit barocker Ausstattung, Kirchenschiff im 18. Jahrhundert erbaut
- Hauptstraße 17 Gunsleben – Fachwerkwohnhaus aus der Zeit um 1720, daran anschließend beidseitig Stallbzw. Scheunenbauten aus Fachwerk und Ziegel, schöne bauzeitliche Eingangstür.

### Vereinsleben
- SV Gunsleben 1960
- Die Freiwillige Feuerwehr Gunsleben sorgt seit ihrer Gründung im Jahr 1922 für den abwehrenden Brandschutz und die allgemeine Hilfe.

## Persönlichkeiten
- Samuel David Ludwig Henne (1712–1780), Pastor und Pomologe
- Eberhard Siegfried Henne (1759–1828), Kupferstecher
- Ludwig von der Asseburg (1796–1869), Mitglied im Preußischen Herrenhaus
- Heinrich Andreas Pröhle (1797–1875), Schriftsteller und Theologe

## Verkehr

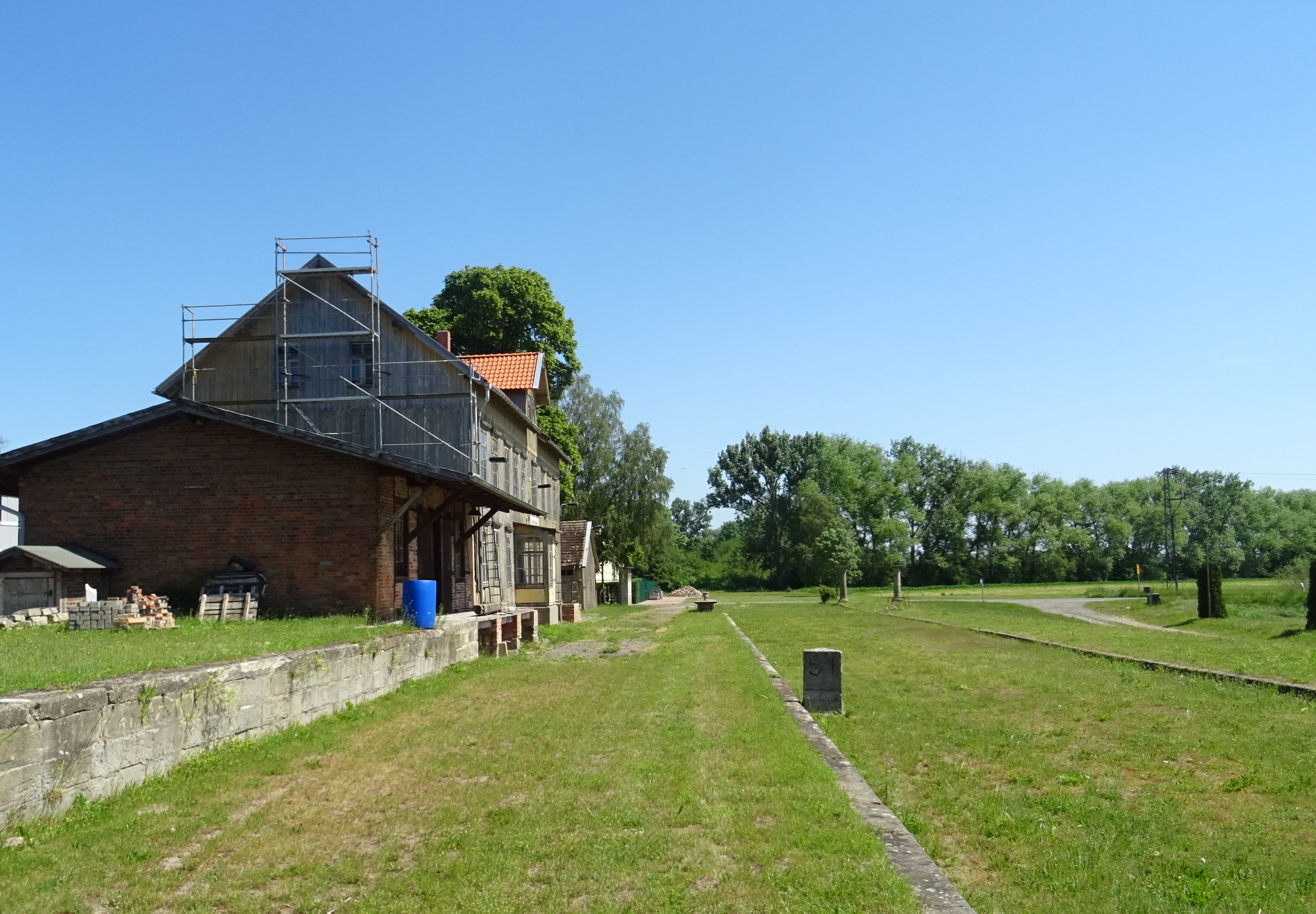
Ehemaliger Bahnhof Gunsleben (2018).

Der Bahnhof Gunsleben lag an der Bahnstrecke Wolfenbüttel–Oschersleben. Die Strecke wurde nach der deutschen Teilung zwischen Gunsleben und Jerxheim in Niedersachsen unterbrochen. 1992 wurde auch der Verkehr zwischen Gunsleben und Oschersleben eingestellt und die Strecke später stillgelegt und abgebaut. Das Bahnhofsgebäude im Gunsleben ist erhalten geblieben und steht unter Denkmalschutz.